# Malinka (Wydminy)
Malinka [maˈlinka] (deutsch Mallinken, 1930 bis 1945 Birkfelde) ist ein Dorf in der polnischen Woiwodschaft Ermland-Masuren, das zur Landgemeinde Wydminy (deutsch Widminnen) im Powiat Giżycki (Kreis Lötzen) gehört.

## Geographische Lage
Malinka liegt in der östlichen Mitte der Woiwodschaft Ermland-Masuren, 17 Kilometer südöstlich der Kreisstadt Giżycko (Lötzen).

## Geschichte
Das kleine nach 1871 Malinken, bis 1930 Mallinken genannte Gutsdorf wurde 1564 erstmals erwähnt. Damals verschrieb Herzog Albrecht dem Freiherrn Wolf zu Heydeck das Erbamt Neuhoff (polnisch Zelki), darunter das Gut Malinken. 
1874 wurde das Gutsdorf in den Amtsbezirk Neuhoff eingegliedert. Dieser gehörte zum Kreis Lötzen im Regierungsbezirk Gumbinnen (1905 bis 1945: Regierungsbezirk Allenstein) in der preußischen Provinz Ostpreußen. Zum gleichen Zeitpunkt wurde das Dorf auch dem Standesamt Neuhoff zugeordnet. Die Einwohnerzahl des Gutsbezirks Mallinka  belief sich 1910 auf 98. 
Aufgrund der Bestimmungen des Versailler Vertrags stimmte die Bevölkerung im Abstimmungsgebiet Allenstein, zu dem Mallinken gehörte, am 11. Juli 1920 über die weitere staatliche Zugehörigkeit zu Ostpreußen (und damit zu Deutschland) oder den Anschluss an Polen ab. In Mallinken stimmten 60 Einwohner für den Verbleib bei Ostpreußen, auf Polen entfiel keine Stimme.
Am 17. Oktober 1928 wurde der Gutsbezirk Pammern (polnisch Pamry) nach Mallinken eingemeindet, das kurz zuvor von einem Gutsort in eine Landgemeinde umgewandelt worden war. 
Am 10. Mai 1930 wurde Mallinken in „Birkfelde“ umbenannt. Die Einwohnerzahl stieg bis 1933 auf 337 und belief sich 1939 noch auf 302.
Im Jahr 1945 kam das Dorf in Kriegsfolge mit dem gesamten südlichen Ostpreußen zu Polen und erhielt die polnische Namensform „Malinka“. Heute ist das Dorf Sitz eines Schulzenamtes (polnisch sołectwo) und damit ein Ortsteil der Landgemeinde Wydminy (Widminnen) im Powiat Giżycki (Kreis Lötzen), vor 1998 der Woiwodschaft Suwałki, seither der Woiwodschaft Ermland-Masuren zugehörig.

## Religionen
Bis 1945 war Mallinken in die evangelische Kirche Neuhoff (Zelki) in der Kirchenprovinz Ostpreußen der Kirche der Altpreußischen Union eingepfarrt, lediglich der westliche Dorfteil gehörte zur Kirche Milken (Miłki). Außerdem gehörte das Dorf zur katholischen Kirche St. Bruno Lötzen im Bistum Ermland.
Heute ist Malinka in die evangelische Kirchengemeinde Wydminy, eine Filialgemeinde der Pfarrei Giżycko in der Diözese Masuren der Evangelisch-Augsburgischen Kirche in Polen, bzw. in die katholische Pfarrkirche Wydminy im Bistum Ełk (Lyck) der Römisch-katholischen Kirche in Polen eingegliedert.

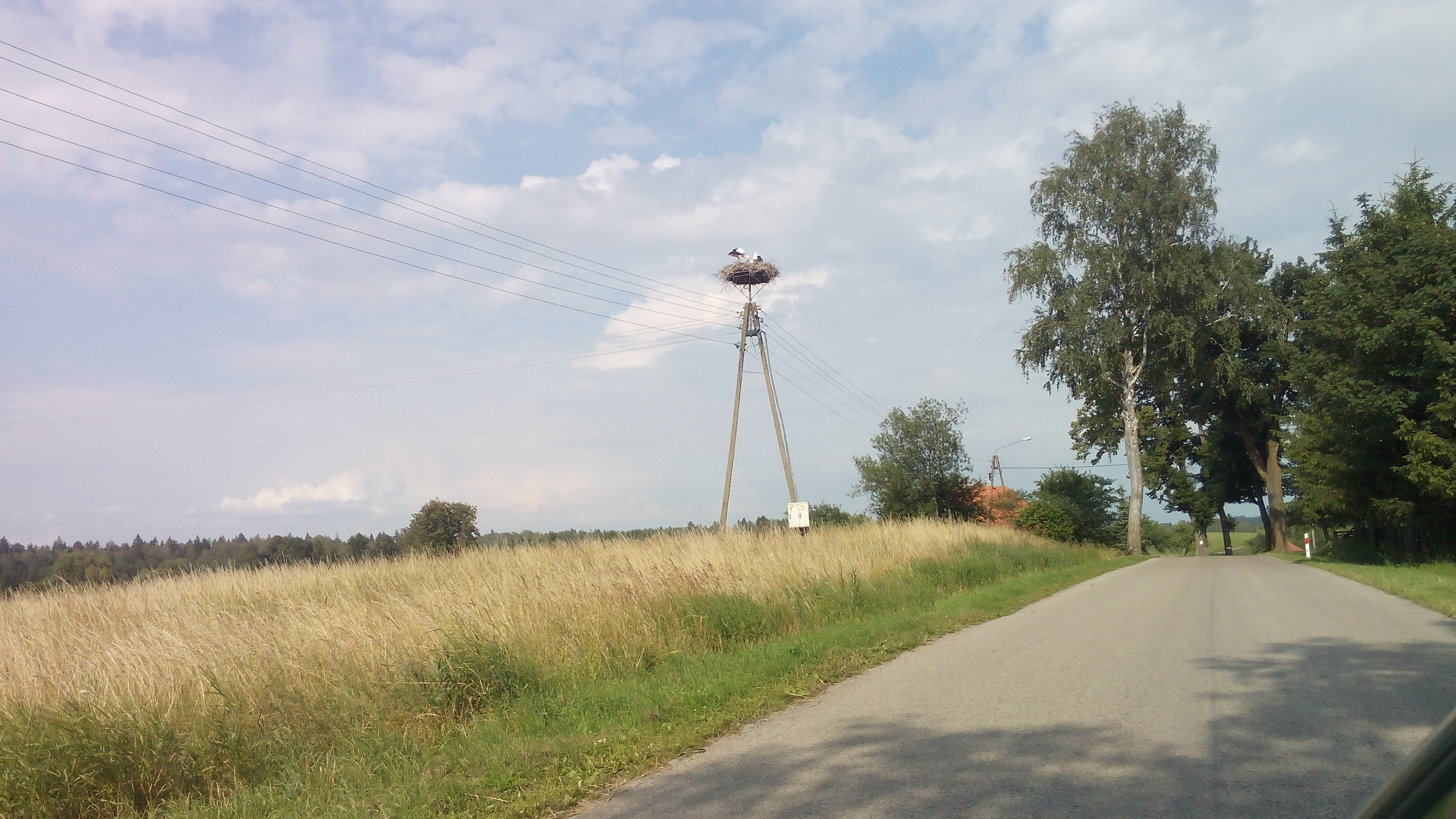
Storchennest an der Woiwodschaftsstraße 656 in Malinka

## Verkehr
Malinka liegt an der Woiwodschaftsstraße DW 656, die die Kreisstadt Ełk (deutsch Lyck) mit dem Powiat Giżycki (Kreis Lötzen) verbindet und über die Landesstraße 63 (einstige deutsche Reichsstraße 131) von Staświny (Staßwinnen, 1938 bis 1945 Eisermühl) aus die Kreisstadt Giżycko (Lötzen) erreicht. 